# 梨木镇
梨木镇，是中华人民共和国广西壮族自治区梧州市岑溪市下辖的一个乡镇级行政单位。

## 行政区划
梨木镇下辖以下地区：
梨木社区、里汉村、三益村、塘坎村、高围村、大旺村、南沙村、双元村、泗祥村、白护村、沙琴村、社护村、平田村、河木村、云开村、水井村和大坡村。